# Lomphok

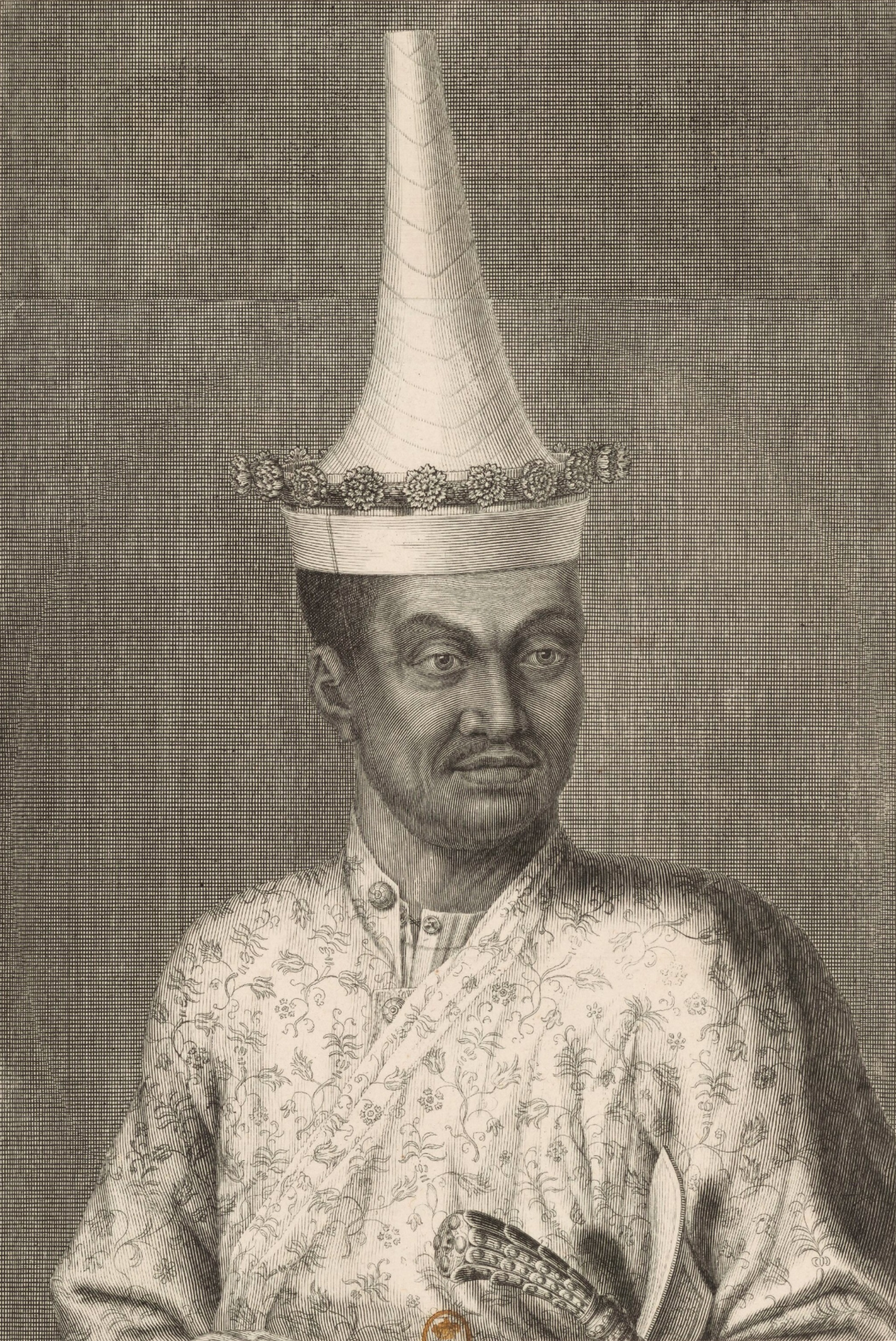
Kosa Pan, ambassadeur en France du royaume d'Ayutthaya, 1686.

Le lomphok est un couvre-chef de cérémonie thaïlandais.

## Description
Historiquement, le lomphok est porté par la cour royale et la noblesse. Il s'agit d'un grand chapeau pointu, fait de tissu blanc enroulé autour d'un cadre en bambou. On pense que le lomphok a été adapté des turbans de la Perse de la dynastie safavide pendant le royaume d'Ayutthaya , et son utilisation est largement documentée par les écrivains européens qui sont entrés en contact avec le Siam pendant le règne du roi Narai. En particulier, son utilisation par Kosa Pan et les autres diplomates de l'ambassade à la cour de Louis XIV en 1686 a fait sensation dans la société française. Aujourd'hui, le lomphok est porté par les officiels lors de la fête du sillon sacré et des processions funéraires royales.

## Galerie

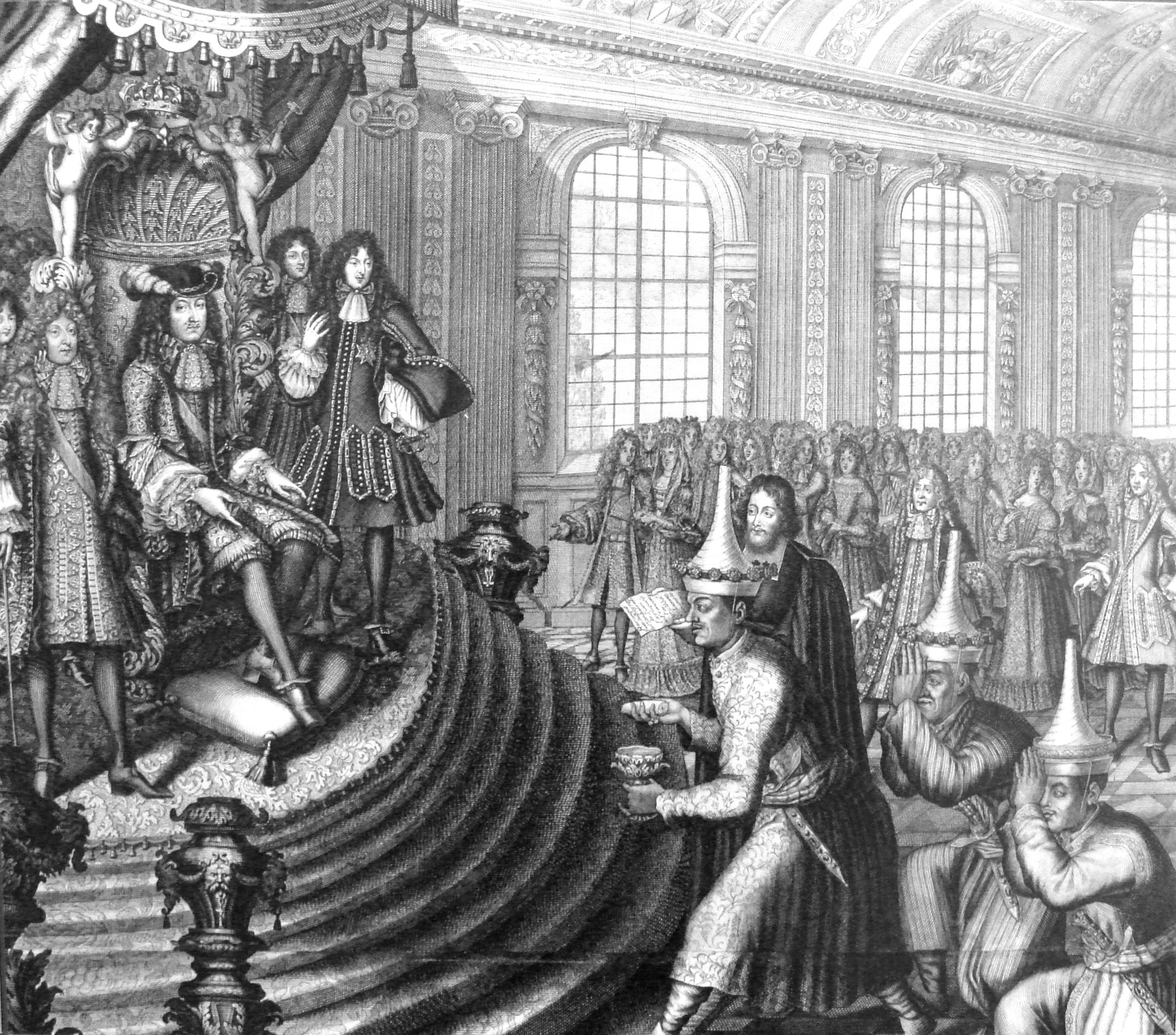
Ambassade siamoise en France (1686)
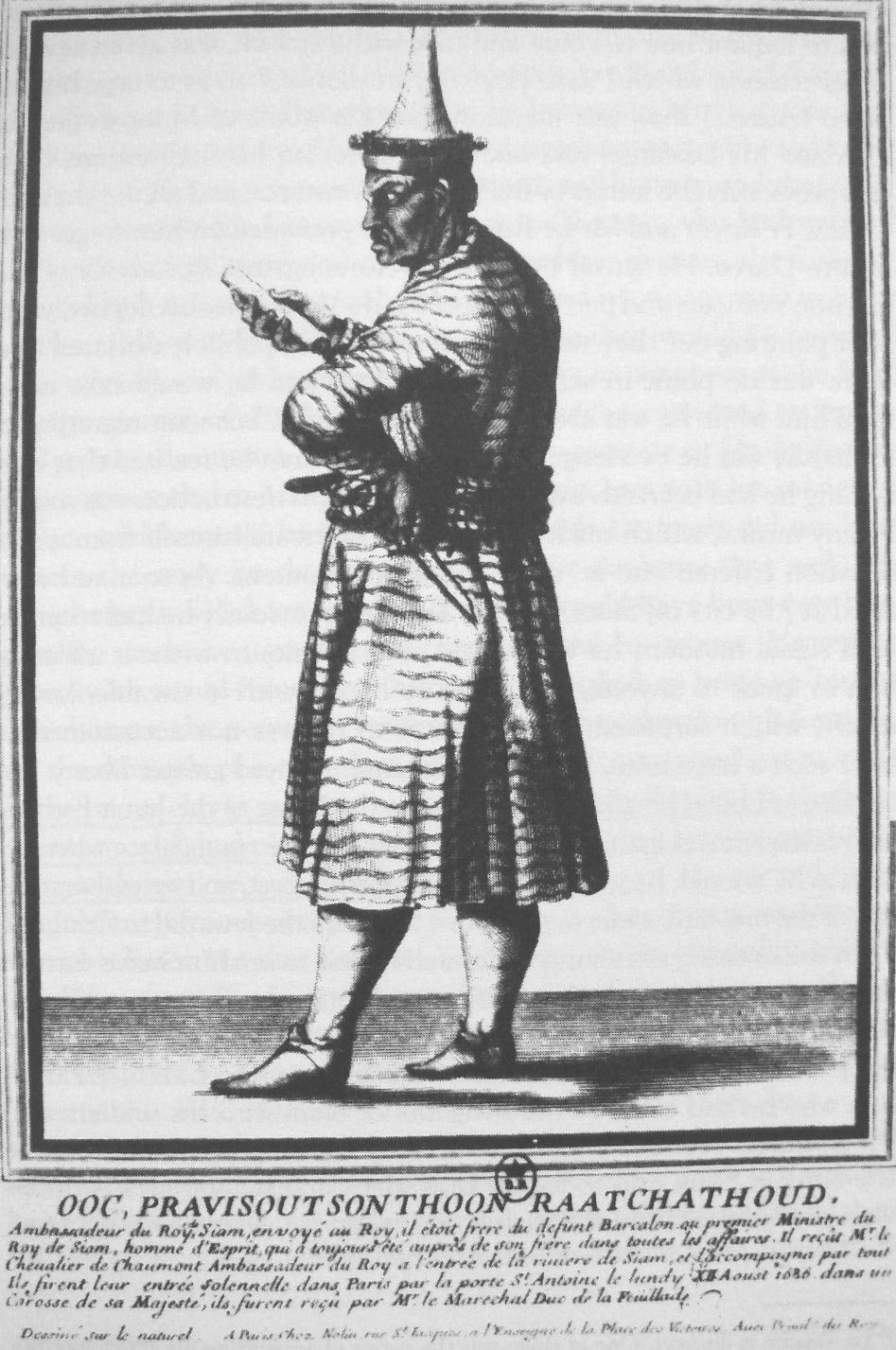
Kosa Pan avec un lomphok, 1686
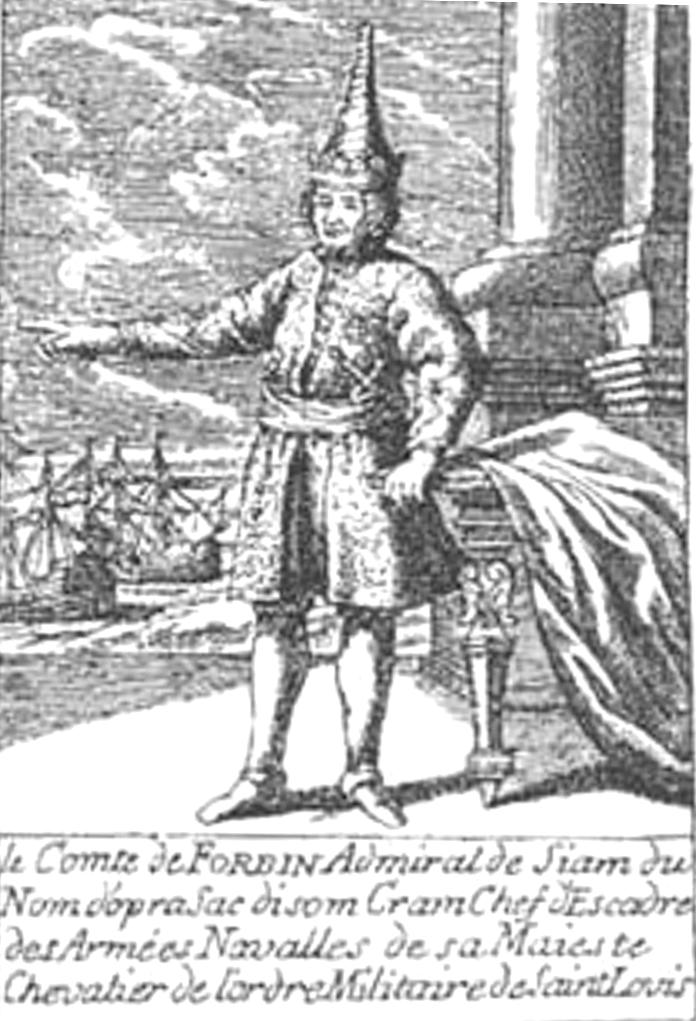
Claude de Forbin avec un lomphok
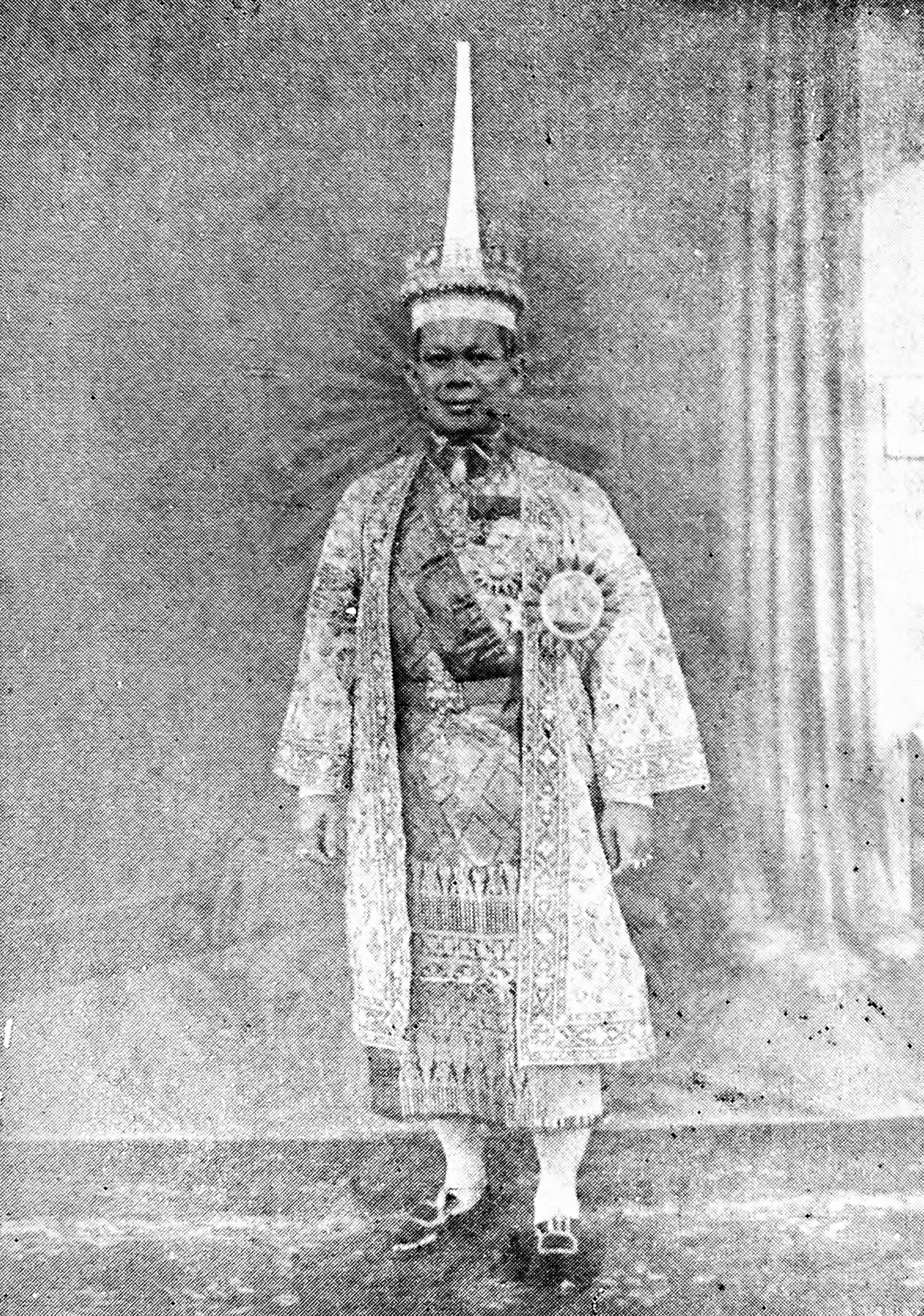
Un officier, en 1879

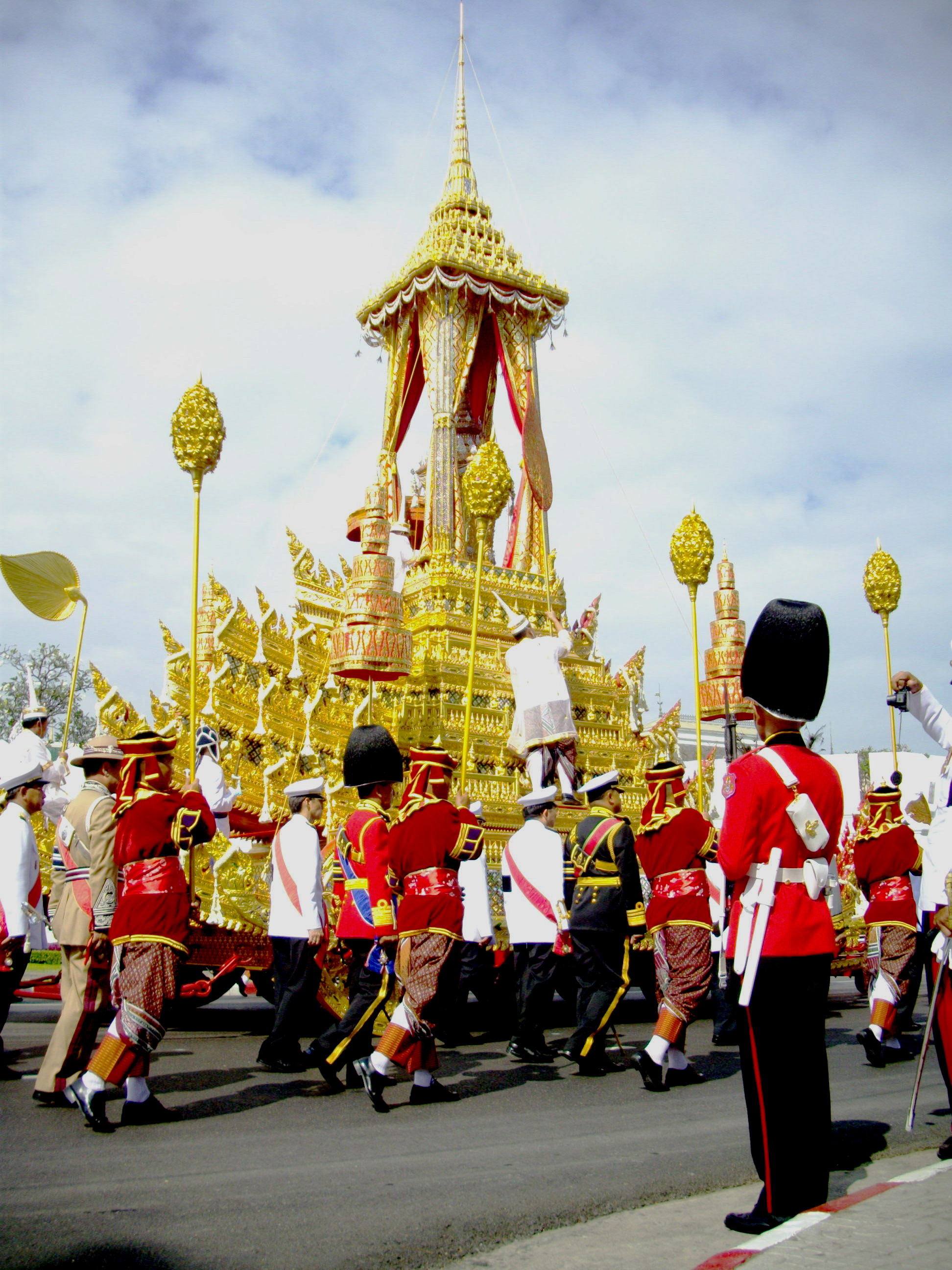
Mariage de la princesse Galyani Vadhana
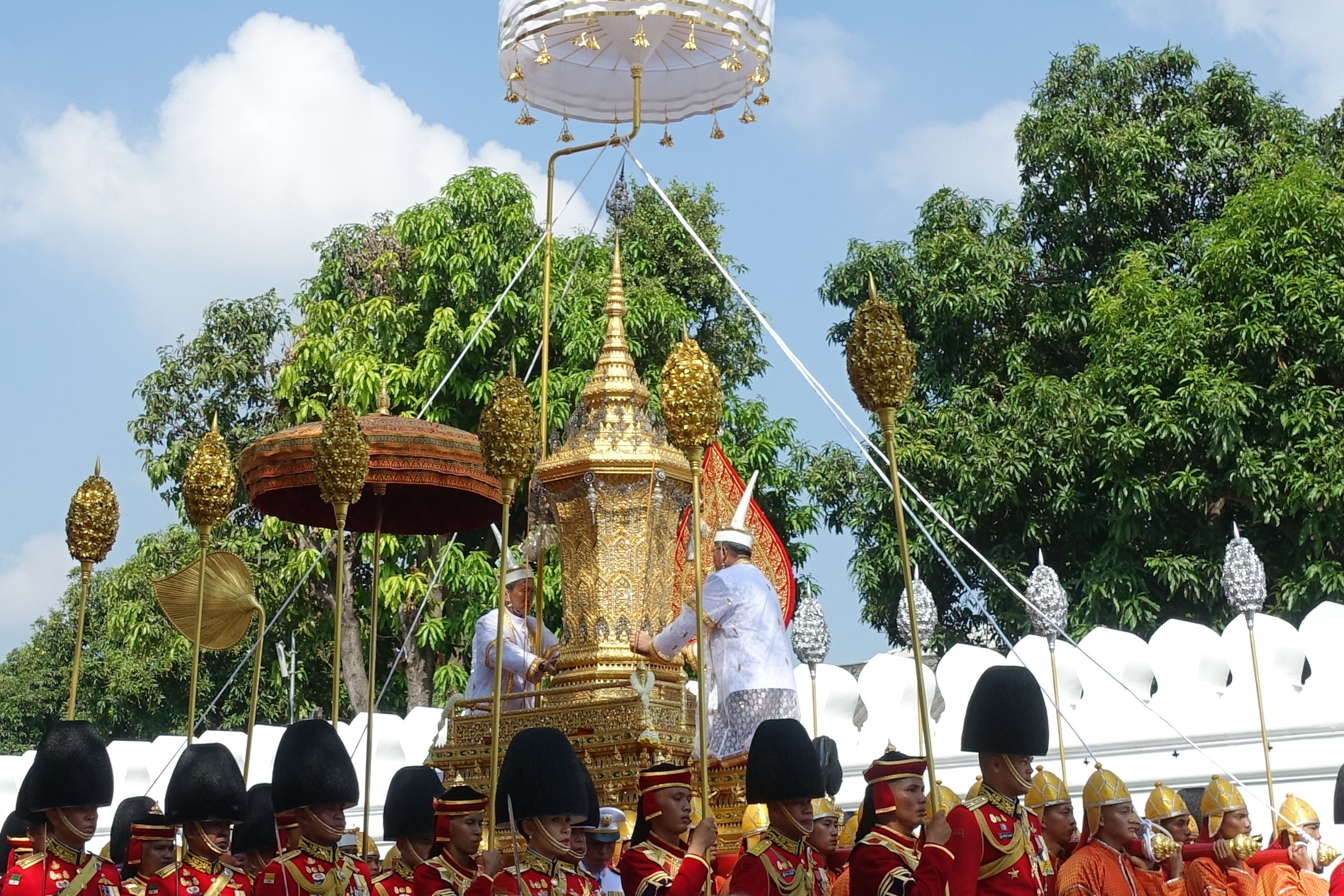
Funérailles de Rama IX, octobre 2017
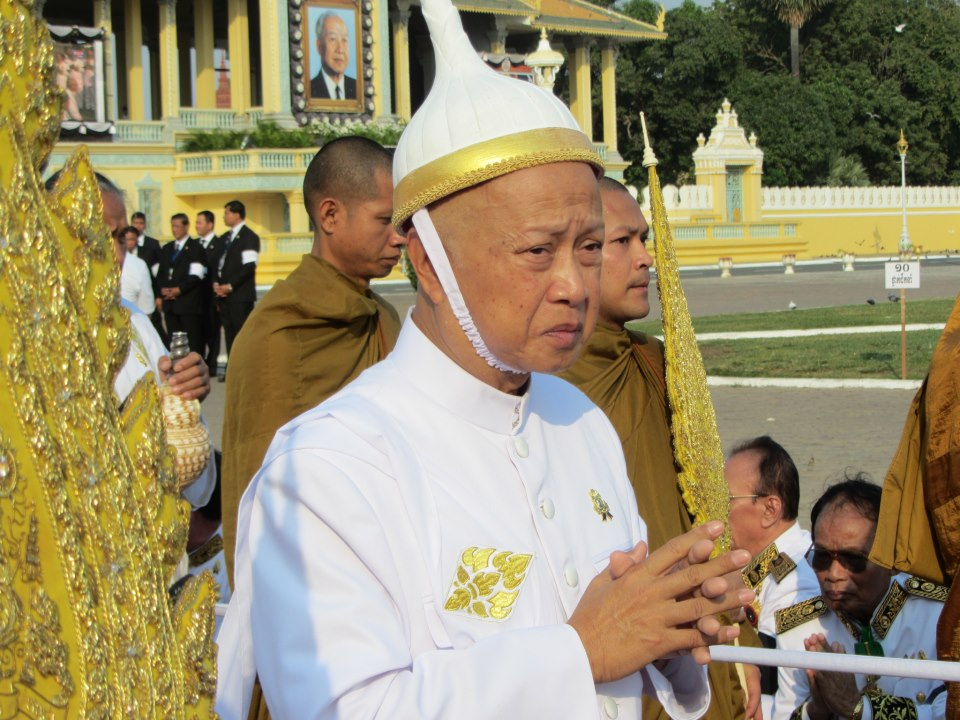
Un couvre-chef cambodgien similaire